# Nick Becker
Nick Adrian Becker, född 30 juli 1968 i Fullerton i Kalifornien, är en amerikansk före detta volleybollspelare.
Becker blev olympisk bronsmedaljör i volleyboll vid sommarspelen 1992 i Barcelona. Nicks syster Carolyn Becker vann silver vid OS 1984. Han avslutade sin tävlingskarriär 1997, de sista åren spelade han beachvolley.